# 42 Orionis
42 Orionis (c Orionis) é uma estrela na direção da Orion. Possui uma ascensão reta de 05h 35m 23.16s e uma declinação de −04° 50′ 18.0″. Sua magnitude aparente é igual a 4.58. Considerando sua distância de 786 anos-luz em relação à Terra, sua magnitude absoluta é igual a −3.60. Pertence à classe espectral B2III....